# Helen Sharman
Helen Patricia Sharman (Grenoside, Sheffield, Inglaterra; 30 de mayo de 1963) es una doctora en química y antigua cosmonauta británica. En 1991, se convirtió en la primera persona británica en ir al espacio.

## Biografía
Graduada en química en la Universidad de Sheffield en 1984 y con un doctorado en la Universidad de Londres. El 18 de mayo de 1991 se convirtió en la primera cosmonauta británica en viajar al espacio, a bordo de la nave espacial Soyuz TM-12. 
Trabajó como ingeniera para la The General Electric Company plc en Londres y posteriormente como química para Mars, Incorporated, donde trabajó en los sabores y propiedades del chocolate.

### Astronauta del Proyecto Juno

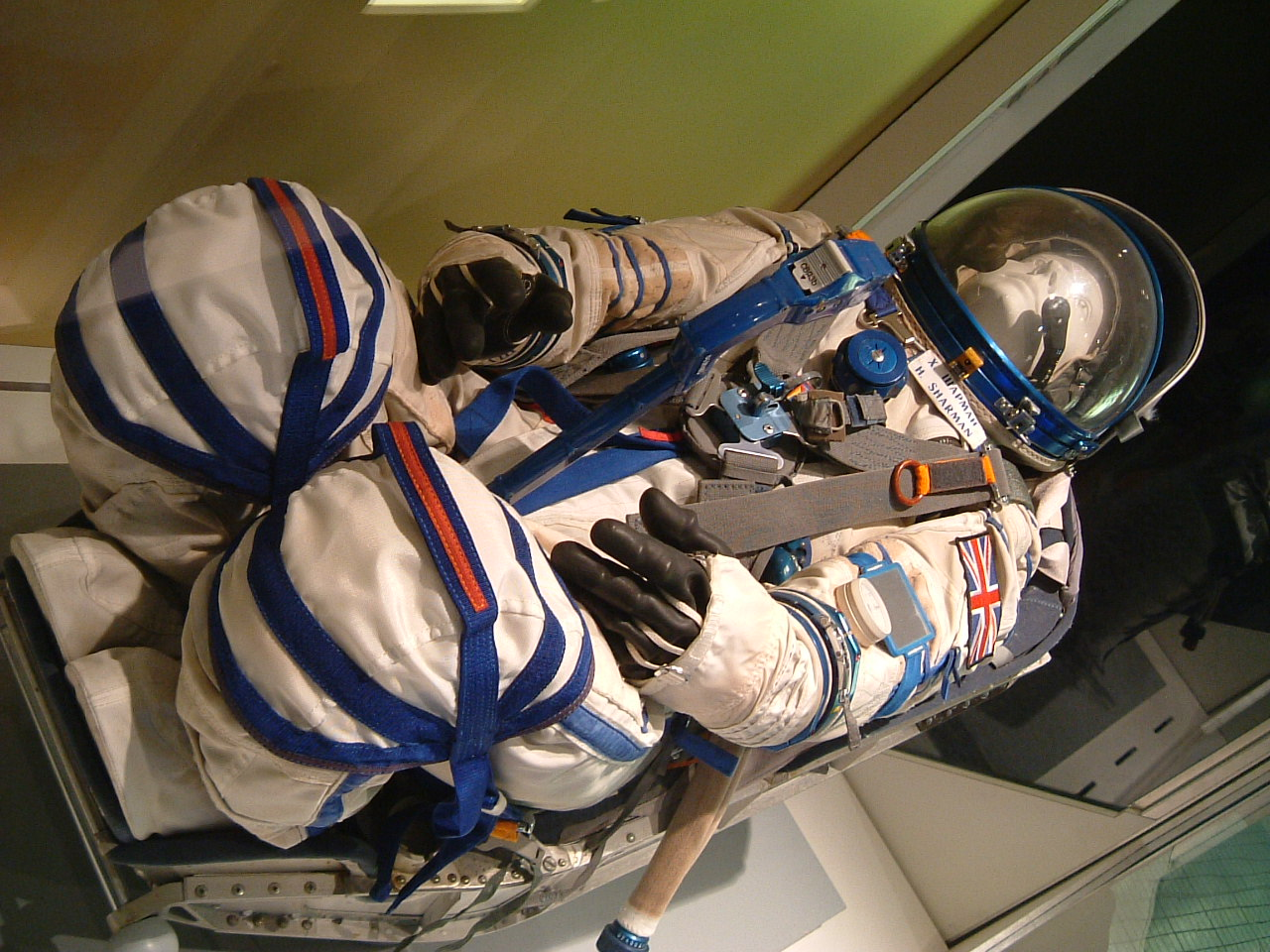
Traje espacial Sokol de Helen Sharman expuesto en el National Space Centre de Leicester.

Tras escuchar un anuncio en la radio decidió presentarse a las pruebas para el proyecto Juno, en las que Sharman fue seleccionada como astronauta el 25 de noviembre de 1989 de entre 13 000 candidatos, pasando a ser la primera mujer astronauta del Reino Unido. La misión se llamó Proyecto Juno y fue producto de la Unión Soviética y un grupo de empresas británicas.
A pesar de que se ha dicho que fue «seleccionada por lotería» fue sujeta a un riguroso proceso de escogencia que seleccionaba a los candidatos por sus conocimientos académicos y la capacidad de leer una lengua extranjera y conocimientos sobre vuelos aeroespaciales. En cambio, sí se realizó una lotería para conseguir fondos para el lanzamiento.
Antes del lanzamiento, Helen pasó 18 meses de entrenamiento intensivo en Ciudad de las Estrellas. El consorcio Juno fracasó en reunir la suma necesaria, lo que estuvo a punto de provocar la cancelación del programa. Finalmente, Mijaíl Gorbachov ordenó continuar el lanzamiento aumentando el gasto soviético en interés de las relaciones entre los dos países, pero en ausencia de financiamiento occidental sustituyó los experimentos más costosos por otros más asequibles.
La misión Soyuz TM-12, que incluyó también a los cosmonautas soviéticos Anatoly Artsebarsky y Serguéi Krikaliov, tuvo ocho días de duración. La mayor parte de ellos transcurrieron en la estación espacial Mir. Las tareas de Sharman incluían la realización de pruebas médicas y agrarias, fotografiar las islas británicas y participar en un enlace de radio con escolares británicos.
Fue su última misión en el espacio, aunque fue uno de los tres candidatos para la selección de astronautas de 1992 de la Agencia Espacial Europea y en la de 1998 se encontraba entre los 25 candidatos finales. Sharman trabajó desde entonces como profesora y divulgadora científica para niños.
En 1991 fue elegida para portar la llama en la Universiada de 1991, celebrada en Sheffield. En la ceremonia tropezó cuando atravesaba corriendo el Estado Don Valley, rompiendo la antorcha. Pero se recuperó, encendió la antorcha y continuó. Por ser pionera en el espacio fue nombrada miembro honorario de la Real Sociedad de Química del Reino Unido en 1993. La escuela británica de Assen, Países Bajos fue nombrada Helen Sharman School en su honor.